# Kazimierz Lorenz (1898–1939)
Kazimierz Władysław Lorenz (ur. 23 lutego 1898 we Lwowie, zm. 21 września 1939) – major artylerii Wojska Polskiego, kawaler Orderu Virtuti Militari.

## Życiorys
Urodził się 23 lutego 1898 we Lwowie, w rodzinie Leopolda. Do Wojska Polskiego został przyjęty z byłej armii austro-węgierskiej. W 1921 pełnił służbę w załodze Pociągu Pancernego „Bartosz Głowacki”, a jego oddziałem macierzystym był 17 Pułk Piechoty w Rzeszowie. 3 maja 1922 został zweryfikowany w stopniu porucznika ze starszeństwem z 1 czerwca 1919 i 32. lokatą w korpusie oficerów kolejowych, a jego oddziałem macierzystym był 1 Pułk Kolejowy w Krakowie. W 1924 został przeniesiony do 53 Pułku Piechoty w Stryju. 12 kwietnia 1927 został mianowany na stopień kapitana ze starszeństwem z 1 stycznia 1927 i 5. lokatą w korpusie oficerów artylerii. Służył w 11 Pułku Artylerii Polowej w Stanisławowie. 27 czerwca 1935 został mianowany majorem ze starszeństwem z 1 stycznia 1935 i 37. lokatą w korpusie oficerów artylerii. W lipcu tego roku został wyznaczony w 11 pal na stanowisko dowódcy dywizjonu, a później przesunięty na stanowisko II zastępcy dowódcy pułku (kwatermistrza). W sierpniu 1939, w czasie mobilizacji, objął dowództwo II dywizjonu i na jego czele walczył w kampanii wrześniowej. 21 września 1939 pod Lwowem dostał się w ręce oddziału sowieckiego i na miejscu został rozstrzelany.

## Ordery i odznaczenia
- Krzyż Srebrny Orderu Wojskowego Virtuti Militari nr 11906 – pośmiertnie, na wniosek dowódcy 11 Dywizji Piechoty[14][16]
- Krzyż Walecznych dwukrotnie[17]
- Złoty Krzyż Zasługi – 10 listopada 1938 „za zasługi w służbie wojskowej”[18][19]
- Srebrny Krzyż Zasługi[17]